# Рэйвинесс
Рэйвинесс (англ. RayVeness, урождённая Карен М. Суэйм, англ. Karen M. Swaim; род. 19 июня 1972, Джеймстаун, Северная Каролина, США) — американская порноактриса.

## Карьера
Начала карьеру в 1990 году, завершила в 2015.
По данным на июль 2021 года, снялась в 687 порнофильмах и срежиссировала 1 порноленту.
С 1990 по 1997 год была замужем за порноактёром Рэд Боном. С 2000 по 2003 год была замужем за порноактёром Тодом Александером.

## Награды и номинации
- 2006 — номинация «XRCO Award» — MILF года[4]
- 2009 — номинация «AVN Award» — Лучшая парная лесбийская сцена — Women Seeking Women 44[5]
- 2009 — номинация «AVN Award» — MILF/Cougar исполнительница года[5]
- 2010 — номинация «AVN Award» — Best POV Sex Scene — Jerkoff Material 2[6]
- 2010 — номинация «XRCO Award» — Невоспетая сирена[7]
- 2010 — номинация «XRCO Award» — MILF года[7]
- 2011 — номинация «AVN Award» — Лучшая актриса второго плана — Couples Camp[8]
- 2011 — номинация «AVN Award» — MILF/Cougar исполнительница года[8]
- 2011 — «XRCO Hall of Fame»[9]
- 2011 — Зал славы Legends of Erotica[10]
- 2015 — «AVN Hall of Fame»[11]